# أشرف ريفي
أشرف ريفي (ولد في 1 أبريل 1954 في طرابلس، لبنان) هو سياسي لبناني شغل منصب وزير العدل من 2014 وحتى 2016. وقبلها كان مديرًا عامًا لقوى الأمن الداخلي من 2005 وحتى 2013.

## النشأة
ولد ريفي في طرابلس، لبنان في الأول من أبريل 1954, درس علم اجتماع الجريمة في جامعة لبنان. درس ممارسات الشرطة خلال بعثاث للخارج في كندا، فرنسا والعربية السعودية.

## الشأن العام

### قوى الأمن الداخلي
رُقي ريفي لرتبة جنرال سنة 2005 عندما سُمي مديرًا عامًا لقوى الأمن الداخلي في لبنان نتيجة استقالة المدير السابق علي الحاج. يعتبر ريفي عضوا في إدارة جامعة نايف العربية للعلوم الأمنية. يحتفظ ريفي بعلاقات وثيقة مع العربية السعودية.
انتهت ولايته في الأول من أبريل 2013 نتيجة وصوله لسن التقاعد، لم تتمكن الحكومة من التمديد له فترة إضافية نتيجة رفض أعضاء في الحكومة عن حزب الله، مما أدى إلى استقالة رئيس الحكومة نجيب ميقاتي في مارس 2013. خلفه في المنصب روجيه سالم الذي كان يعمل نائباً له منذ ديسمبر 2012. اقترح سعد الحريري اللواء ريفي لرئاسة الحكومة، وهو المطلب الذي لم يلقَ دعما.

### وزارة العدل
تولى وزارة العدل في حكومة تمام سلام في 15 فبراير 2015. أعلن في 21 فبراير 2016 استقالته من الحكومة احتجاجًا على ما وصفه بسيطرة حزب الله عليها.

## الحياة الخاصة
هو متزوج ولديه أربعة أبناء هم أحمد، كريم، أمل وهناء.